# Gigante (película de 2009)
Gigante es una película de Adrián Biniez, director argentino radicado en Uruguay.

## Argumento
Es la historia de Jara (Horacio Camandule) trabajador de seguridad de un supermercado que se enamora de Julia (Leonor Svarcas), a quien observa primero desde las cámaras de televisión de control del supermercado, y luego persigue por la ciudad de Montevideo, donde tiene lugar la película.
«Jara, un guardia de seguridad del turno de la noche en un hipermercado, se enamora con una limpiadora del lugar a la que espía a través de las cámaras de vigilancia. Pronto la vida de Jara se convierte en una serie de rituales y rutinas alrededor de ella y su deseo de conocerla.»

## Comentarios
Gigante es una historia de amor construida sobre la cotidianeidad de personas comunes. Muestra los paisajes urbanos y sus ritmos, en particular la rutina laboral de algunos empleos.

## Premios
- Gigante ganó el Oso de Plata, en Berlín.
- La película compartió el Premio Alfred Bauer, en honor del primer director de la Berlinale, fue galardonada como la mejor ópera prima.[4]
- Mejor Película en Competencia oficial de Ficción en el 50 Festival Internacional de Cine de Cartagena, 2010.
- El 4 de julio de 2011 ganó el Cóndor de Plata, máximo premio al cine en la Argentina, como Mejor Película Iberoamericana, que entrega la Asociación de Cronistas Cinematográficos de la Argentina.